# Sarima amagisana
Sarima amagisana är en insektsart som beskrevs av Melichar 1906. Sarima amagisana ingår i släktet Sarima och familjen sköldstritar. Inga underarter finns listade i Catalogue of Life.